# Ацефал (журнал)
«Ацефал» (калька греч.  ἀκέφαλος — обезглавленный) — название социологического журнала Жоржа Батая, выходившего во Франции с 1936 по 1939 год. Также название тайного общества, основанного французским мыслителем.

## Журнал
Первый выпуск журнала «Ацефал» вышел под обложкой с рисунком Андре Массона. Художник изобразил обезглавленного Витрувианского человека со знаком черепа в паховой области. Человек держит в одной руке кинжал, в другой — охваченное пламенем сердце. Под названием журнала напечатаны слова: «Религия. Социология. Философия», а также большими буквами: «La conjuration sacrée», что означает «священное заклинание».
Открывали журнал и такие слова Жоржа Батая: «Тайно или нет… необходимо стать другими, либо вообще перестать быть».
За годы существования журнала в нём печатались такие писатели, социологи и мыслители, как Роже Кайуа, Пьер Клоссовски, Жан Роллен, Жюль Монро, Жан Валь.
Основной идеей журнала стало восстановление имени Фридриха Ницше, потерявшего популярность во Франции в результате принятия доктрины философа нацистами. Жорж Батай и его сторонники хотели показать, что труды Ницше неправильно поняты идеологами фашизма, и во втором выпуске журнала они выступили со статьей, яростно критикующей сестру Ницше Элизабет Фёрстер-Ницше, вышедшую замуж за антисемита Бернхарда Фёрстера, и кузена философа Рихарда Ёлера. Батай осмелился назвать душеприказчицу мыслителя Иудой-Фёрстер. В том же номере содержался неотредактированный текст Ницше о Гераклите и комментарии к описанию ницшеанских идей Карлом Ясперсом.
Последний выпуск журнала, подготовленный к печати, но так и не опубликованный, также содержал труды, посвящённые Ницше.

## Тайное общество
Жорж Батай основал тайное общество под тем же названием. При его создании он использовал модель Марселя Мосса, утверждавшего, что любое тайное общество является «общим социальным явлением». По этому принципу Батай организовал несколько тайных встреч в лесу, у поражённого молнией дуба. Члены «Ацефала» поклялись никогда не пожимать руки антисемитам, отмечать дату казни Людовика XVI. Кроме того, члены общества проводили своего рода медитации на тексты Мосса, Ницше, Фрейда, де Сада.

## В культуре
- В 1969 режиссёр Патрик Деваль (fr:Patrick Deval) выпустил фильм «Ацефал» (fr:Acéphale (film)), вдохновлённый Батаем.
- В «Литературной газете» выходит авторская рубрика отечественного философа, политолога и социолога Александра Дугина, которая называется «Ацефал»[4].